# Doze Niu
Doze Niu, de son vrai nom Niu Chen-zer (chinois : 鈕承澤 — pinyin : Niǔ Chéng-Zé) est un réalisateur, acteur, scénariste et producteur taïwanais né le 22 juin 1966 à Taipei. Il est notamment connu pour son film Monga. 

## Biographie
Doze Niu naît et grandit à Taipei dans une grande famille d’origine Mandchoue. Il fait ses débuts en tant qu’acteur en 1975, à l’âge de neuf ans. Huit ans plus tard, en 1983, il joue dans le film Growing Up du réalisateur Chen Kun-Hou (陳坤厚), une des œuvres fondatrices de la nouvelle vague taïwanaise. Il devient grâce à cette prestation le plus jeune récipiendaire de l’histoire du Prix du meilleur acteur secondaire au Festival du Cheval d’or de Taipei. La même année, il interprète le rôle principal des Garçons de Fengkuei de Hou Hsiao-hsien.
Par la suite, il entreprend des études à l’École supérieure des arts dramatiques de Taipei (國立臺灣戲曲學院). Après une période difficile pour le cinéma taïwanais, où il peine à trouver des rôles, Niu décide de créer en 2002 sa propre société de production, la Red Bean Production (红豆制作公司). En 2007, il réalise avec elle son premier long métrage de fiction, What on Earth Have I Done Wrong?! (情非得已之生存之道), pour lequel il obtient le Prix FIPRESCI de la critique internationale lors du Festival du Cheval d’or de Taipei en 2007. À la suite de ce premier succès, Doze Niu se lance dans une carrière de réalisateur de films populaires.
En janvier 2019, il est inculpé pour une agression sexuelle qu'il aurait commit le 24 novembre contre une employée.

## Œuvre cinématographique
La carrière de réalisateur de Doze Niu commence en 2007 avec What on Earth Have I Done Wrong?! Un documentaire parodique à petit budget dans lequel il se met en scène en tant que réalisateur toxicomane, hystérique et manipulateur. Le film est récompensé du Prix FIPRESCI de la critique internationale au Festival du Cheval d’or en 2007 et du Prix du public au Festival du film de Taipei l’année suivante.
En 2008, Niu change complètement de style avec Monga (艋舺), un film de gangster dont l'histoire se déroule dans le quartier de Wanhua de Taipei dans les années 1980. Réunissant une palette de jeunes stars, dont Ethan Ruan, Mark Chao et Vaughan Rhydian, le film remporte un grand succès auprès du public taïwanais, dépassant Avatar de James Cameron au box office de l'île lors de sa première semaine de projection en salle, avant d’être présenté dans la section Panorama du Festival du film de Berlin et sélectionné pour représenter Taïwan à la 83e cérémonie des Oscars. Mêlant les codes de genre à une réflexion originale sur l’histoire de Taïwan, Monga illustre le désir de Niu de "faire des films commerciaux avec un vrai fond".
En 2012, Niu réalise son troisième film de fiction, Love (愛), une romance urbaine dont l'intrigue évolue entre Taipei et Pékin. Avec une distribution prestigieuse réunissant Shu Qi, Vicki Zhao, Mark Chao, Ethan Juan, Amber Kuo et Eddie Peng, le film obtient un grand succès commercial, aussi bien à Taïwan qu’en Chine, où il réunit les trois quarts de ses recettes en salle, une première pour une production de l’île.
En 2014, Niu réalise Paradise in Service (軍中樂園), un film de guerre mettant en scène les années de service militaire d’une recrue sur l’île de Kinmen, face à la côte chinoise, en 1961. Incapable de supporter la rigueur des entraînements physiques de l’unité d’élite où il a été affecté, le jeune homme est chargé par la suite de garder un bordel militaire, occasion pour lui de découvrir toute la misère et la noirceur humaines sur fond d’abus d’autorité et de corruption. Présenté dans la section Panorama du Festival du film de Berlin 2015, ce film, que Niu considère comme le plus personnel de sa filmographie, n’obtient pas le succès escompté en salle, et vaut à son auteur d’être condamné en justice pour avoir fait entrer illégalement un directeur de la photographie chinois dans une base militaire taïwanaise pendant le tournage.

## Filmographie

### Acteur
- 1983 : Les Garçons de Fengkuei (風櫃來的人) de Hou Hsiao-hsien, Growing Up (小畢的故事) de Chen Kun Ho[12]
- 1989 : Banana Paradise (香蕉天堂) de Wang Tong
- 1995 : Accidental Legend (飛天) de Wang Shaudi
- 1997 : Island of Greed
- 1998 : Partagerait bonheur... (The Personals, 徵婚啟事) de Chen Kuo-Fu
- 1999 : March of Happiness (天馬茶房) de Lin Cheng-sheng
- 2001 : Millennium Mambo (千禧曼波) de Hou Hsiao-hsien

### Réalisateur

#### Longs métrages
- 2007 : What on Earth Have I Done Wrong?! (情非得已之生存之道)
- 2010 : Monga (艋舺)
- 2012 : Love (愛)
- 2014 : Paradise in Service (軍中樂園)

#### Courts métrages
- 2009 : Just a Little Run (那個夏天的小出走), dans le collectif Taipei 24H (台北異想)

## Récompenses
- 1983 : Prix du meilleur acteur secondaire au Festival du Cheval d’or pour Growing Up[13].
- 2007 : Prix FIPRESCI de la critique internationale au Festival du Cheval d’or pour What on Earth Have I Done Wrong?!
- 2008 : Prix du public au Festival du film de Taipei pour What on Earth Have I Done Wrong?!
- 2008 : Prix du meilleur film asiatique (NETPAC Award) au Festival du film de Rotterdam pour What on Earth Have I Done Wrong?!
- 2008 : Prix du meilleur film asiatique (NETPAC Award) au Festival du film d’Hawaï pour Monga.
- 2008 : Prix du meilleur acteur au Festival du film de Taipei pour What on Earth Have I Done Wrong?!
- 2015 : Prix du meilleur scénario au Festival du film de Taipei pour Paradise in Service.